# Nedeljko Milosavljević
Nedeljko Milosavljević ( cirílico serbio :  Недељко Милосављевић; nacido el 12 de diciembre de 1960) es un futbolista serbio retirado.

## Carrera

### Club
Formó parte del equipo Estrella Roja de Belgrado que jugó en la final de la Copa de la UEFA 1978-79.

### Selección
También formó parte de la selección Sub-20 de Yugoslavia que participó en el Copa Mundial de Fútbol Juvenil de 1979.